# 제1대 윌밍턴 백작 스펜서 콤프턴
제1대 윌밍턴 백작 스펜서 콤프턴(Spencer Compton, 1st Earl of Wilmington, KG, PC, 1673년 ~ 1743년 7월 2일)은 영국의 정치인으로, 1715년에서 1743년까지 휘그당 소속으로 요직을 맡았다. 1698년에서 1728년까지 영국 서민원의 의원으로 재석하다가 귀족작위를 받고 영국 귀족원에 재석하여 의장으로 있었으며, 특히 로버트 월폴의 뒤를 이어 1742년에서 1743년 사망할 때까지 영국의 총리직에 있었으나 실권은 가지고 있지 않았다.

## 생애
제3대 노샘프턴 백작 제임스 콤프턴(James Compton, 3rd Earl of Northampton)의 아들로 태어났다. 트리니티 칼리지에서 교육받고 법조원인 미들 템플(Middle Temple)에 들어갔다. 가족들은 토리당 측의 인물들이었음에도 본인은 휘그당으로 전향했다. 1698년 국회의원으로 서민원에 들어갔다.
초반에는 로버트 월폴과 협력했으나 이후 적대하게 되었다. 월폴은 1728년 콤프턴을 서민원에서 내보내기 위해 그에게 윌밍턴의 작위를 수여하여 귀족원으로 보냈다. 1730년에 콤프턴은 의회의 패트리어트 휘그당과 하노버 토리당의 연정을 구성하여 월폴을 총리직에서 끌어내리려 하였으나 실패했다. 월폴 정권은 여러 실책으로 점차 신임을 잃어갔고, 1942년 초 월폴이 실각하자 콤프턴이 제1대장경으로 취임하여 정부를 구성한다. 다만 제2대 그랜빌 백작 존 카터렛이 실질적인 권력을 가지고 있었으며 당시의 정부도 카터렛 내각으로 불린다. 콤프턴은 총리직을 맡은 이후 급격히 건강이 악화되었고 1743년 7월에 사망했다. 이후 헨리 펠럼이 뒤를 잇는다.